# Bogorm
Bogorm kaldes de forskellige skader på bøger og dokumenter, der kan skyldes dyr som sølvfisk og larven af borebille, Anobium punctatum. Nogle kortvingede eller vingeløse arter af Copeognatha kaldes boglus, de kan leve af gammelt papir.
"hælvten Bog-Orm"
I overført betydning betyder bogorm en person med stor interesse for bøger: "hælvten Skjald og hælvten Bog-Orm maa i det Hele udgjøre en Skribent" skrev Grundtvig om sig selv i 1827.
- Bogorme
- En bog under angreb
- En læsende bogorm af planter i Manchester